# خانه‌های بریم شماره ۲۲۰
خانه‌های بریم شماره ۲۲۰ مربوط به دوره پهلوی دوم است و در شهر آبادان، بخش مرکزی، منطقه مسکونی بریم، پلاک ۲۲۰ واقع شده و این اثر در تاریخ ۶ اسفند ۱۳۸۵ با شمارهٔ ثبت ۱۷۴۰۹ به‌عنوان یکی از آثار ملی ایران به ثبت رسیده است.